# 浅草岳

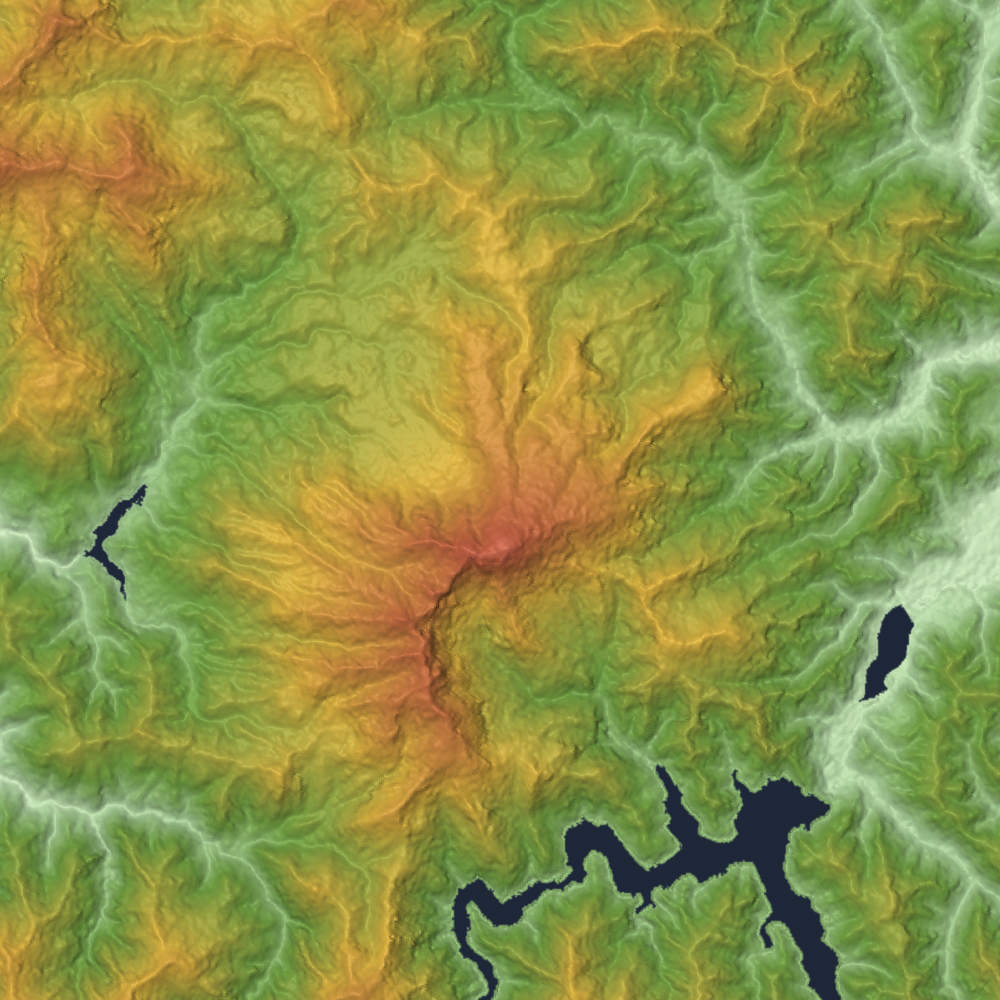
浅草岳の火山体地形図

浅草岳（あさくさだけ）は、越後山脈に位置し、新潟県魚沼市、福島県南会津郡只見町にまたがる第四紀火山である。標高1,585.5m。一等三角点「浅草岳」設置。越後三山只見国定公園に属する。要害山、蒲生岳、会津朝日岳とともに「只見四名山」と呼ばれる。

## 概要
地質は玄武岩、安山岩からなる成層火山である。噴火活動時期がおよそ170万年前～150万年前と相当古いため、侵食が進み火口は確認されない。特に福島県側である南東面は、南西側に続く鬼ヶ面山とともに、雪崩による侵食によって典型的な雪食地形を形成しており、成層火山の円錐形の形状が認められる北側、北西側の斜面と非対称な山容となっている。衛星峰の鬼ヶ面山には巨大な岩壁がある。
江戸時代の文化年間に編纂された『新編会津風土記』には、「四時雪ヲ戴キ半山ハ草木地ニ蟠レリ、『ノコキリハ』ト云処アリ、峯尖鋸歯ノ如ク其勢恐ルヘシ、遠方ヨリ望メハ極テ奇観ナリ」と、山容が記されている。
浅草岳の北東斜面（只見ユネスコエコパークの北西地域）には沼ノ平（沼の平）があり、多くの湖沼と成熟したブナ林がみられる。また、浅草岳のブナ林の林床にはユキツバキが多く見られる。新潟県側の山麓には新潟県立浅草山麓エコ・ミュージアムや奥只見レクリェーション都市公園 浅草岳公園が整備されている。

## 登山ルート
福島県側（只見町）に2カ所、新潟県側（魚沼市）に3カ所の登山口がある。
福島県側
- 只見沢登山口。国道252号田子倉休憩所近くに登山口がある[1]。登山口から只見尾根を経て山頂まで約4.7km。約3時間30分。田子倉休憩所脇にはかつてJR只見線の田子倉駅があったが2013年3月16日付で廃駅となった。ルート上の幽ノ倉沢の仮橋は毎年山開き前に設置される[1]。
- 入叶津登山口。国道289号の入叶津登山口から山頂まで約4時間50分。途中、平石山コースと沼ノ平コースに分岐し、その後合流するが、平成23年7月新潟・福島豪雨による災害により、沼ノ平コースは沼が決壊するなどしているため、現地ガイドの同行を必要とする[3]。沼ノ平分岐（沼ノ平からの合流地点）と山頂までの間にあった避難小屋は2010年（平成22年）シーズンに撤去された[1]。

新潟県側
- ネズモチ平登山口。登山口手前の駐車場から前岳を経て山頂まで約3時間10分。
- 桜曽根コース。ネズモチ平登山口から桜ゾネ広場、前岳を経て山頂まで約3時間10分。
- 六十里越登山口。国道252号六十里越トンネル出口の登山口から南岳、鬼ヶ面山、前岳を縦走して、山頂まで約5時間。

## 山頂からの眺望
北東に御神楽岳、北に矢筈岳、北西に守門岳、南に鬼ヶ面山、毛猛山、南東に会津朝日岳、丸山岳、会津駒ヶ岳が、南東眼下には田子倉湖が見渡せる。

## 写真

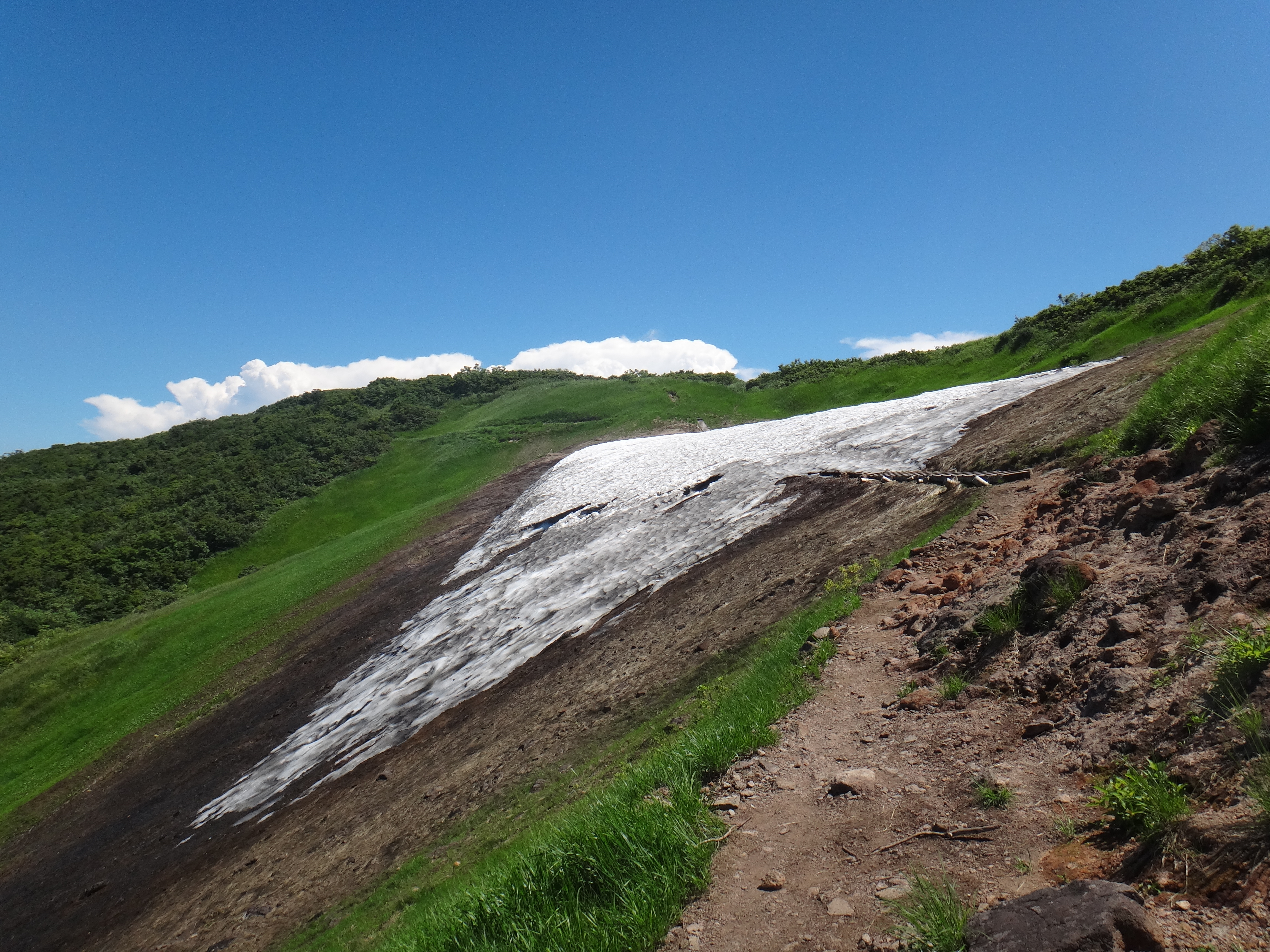
8月でも山頂直下に雪渓が残る
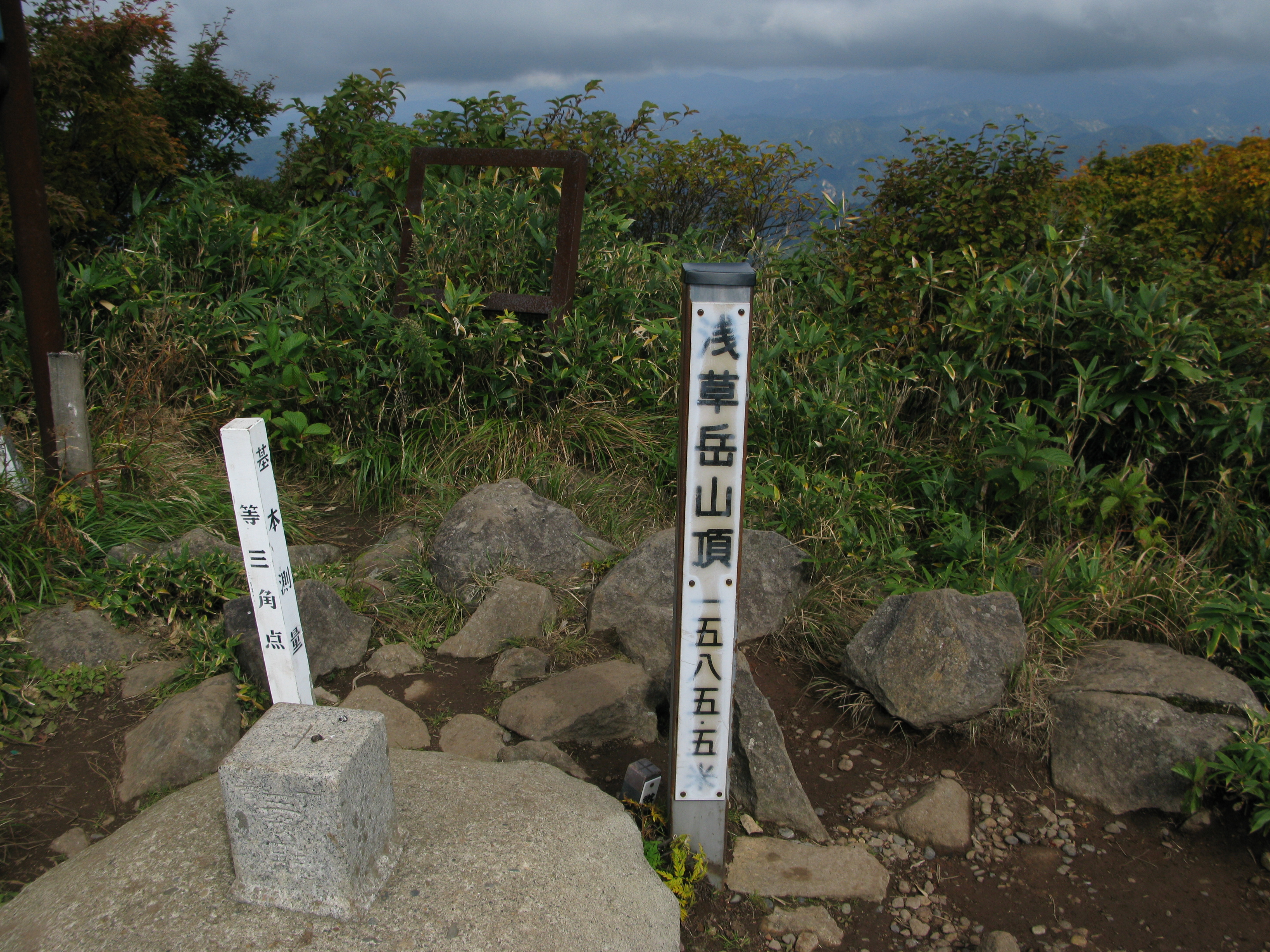
一等三角点「浅草岳」。
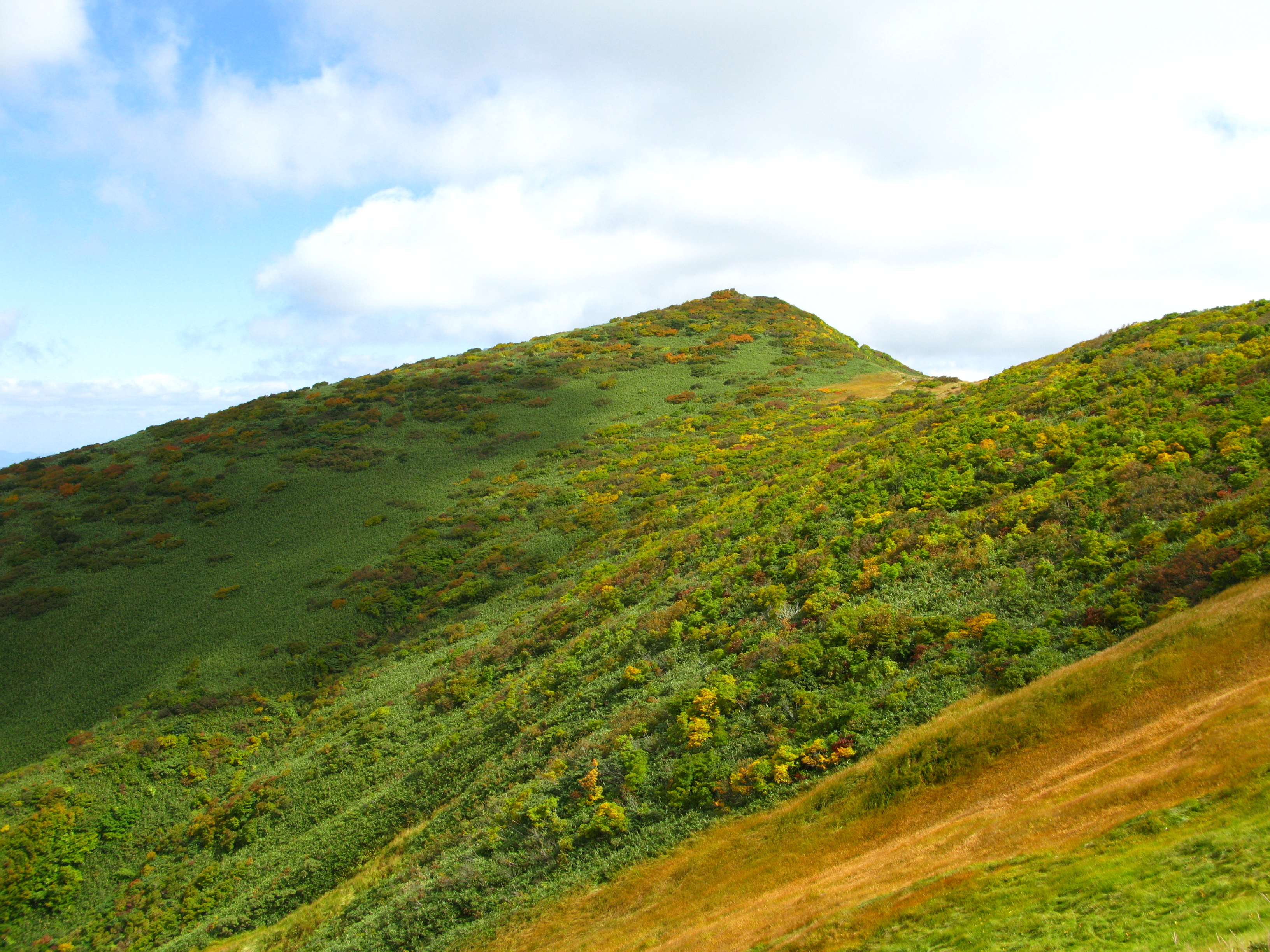
新潟県側は成層火山の円錐形の形状が認められる。
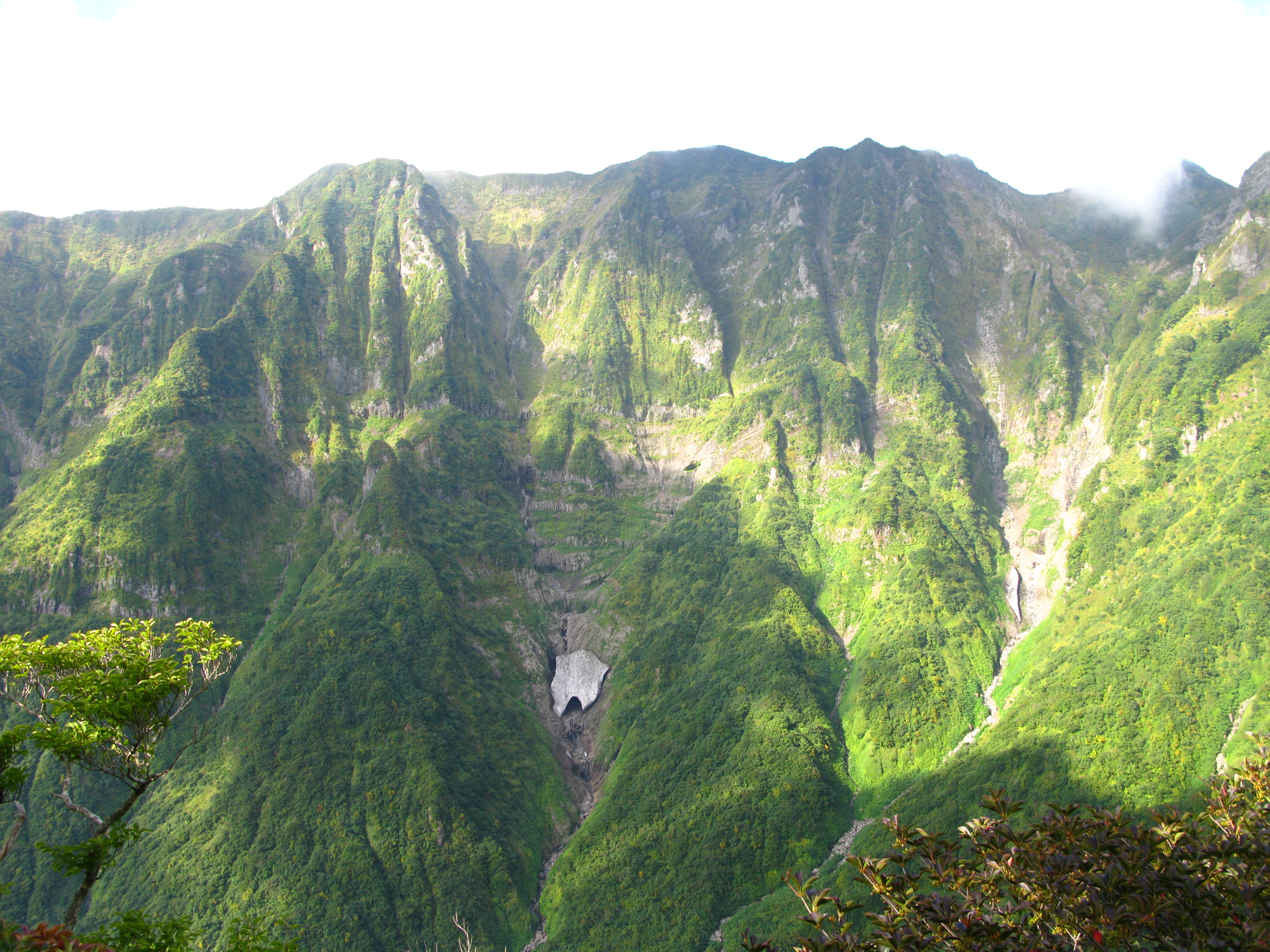
鬼ヶ面山の岩壁。
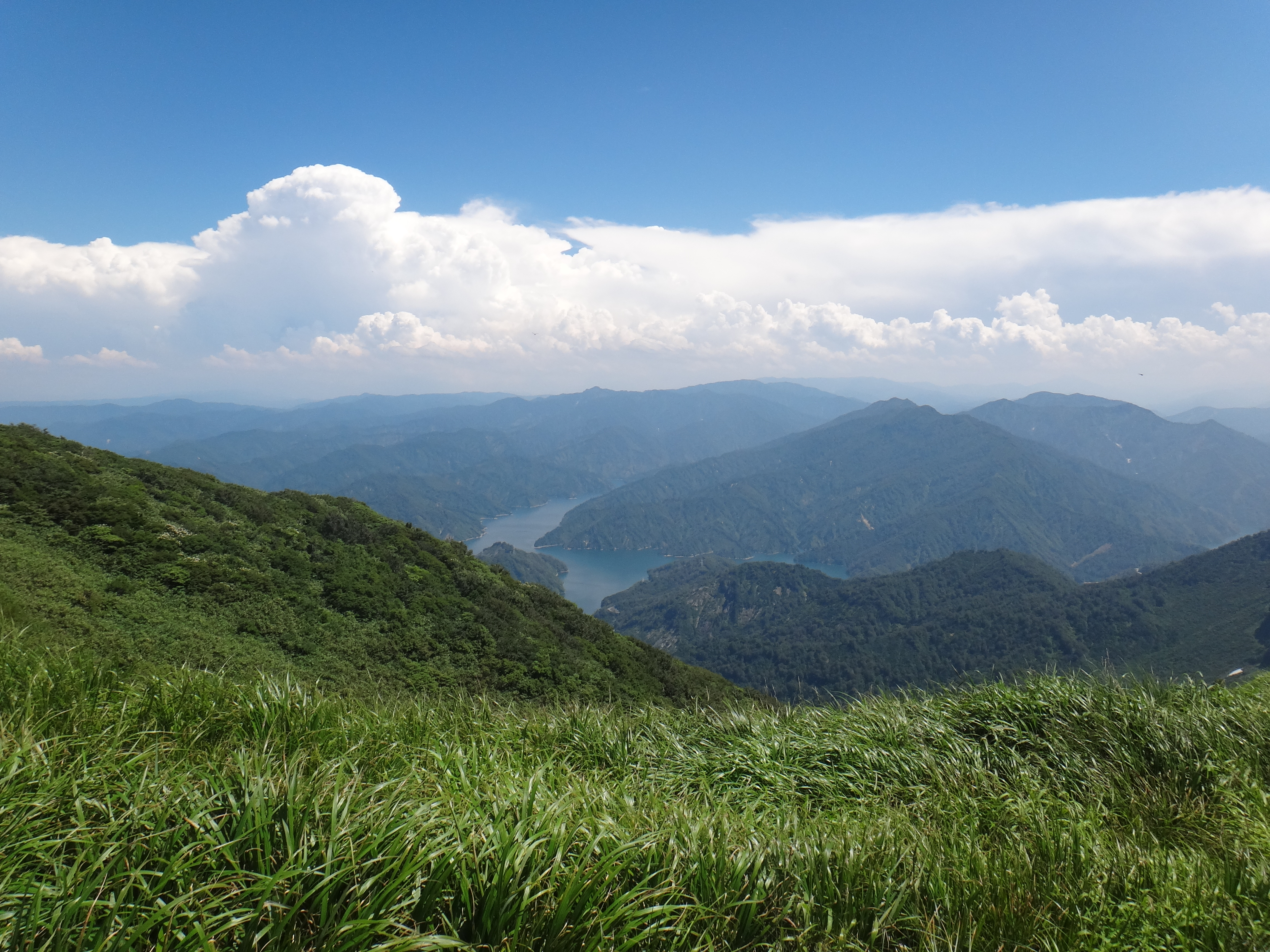
浅草岳からの田子倉湖
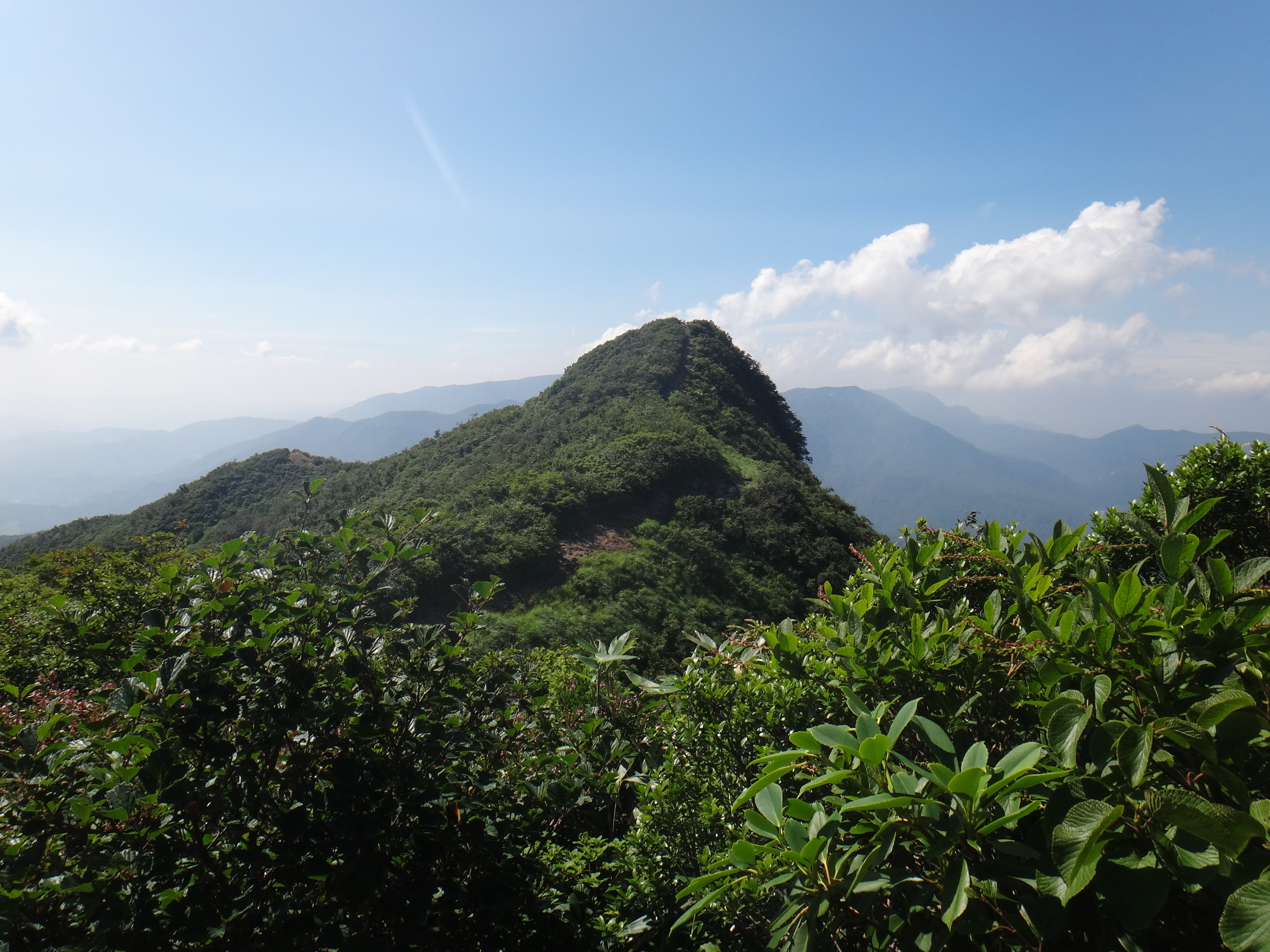
鋭鋒の嘉平与ボッチ